# 奧斯特多克 (愛荷華州)
奧斯特多克（英語：Osterdock）是一個位於美國愛荷華州克萊頓縣的城市。

## 地理
奧斯特多克的座標為42°43′47″N 91°09′42″W / 42.72972°N 91.16167°W，而該地的平均海拔高度為195米（即640英尺）。

## 人口
根據2010年美國人口普查的數據，奧斯特多克的面積為1.19平方千米，當中陸地面積為1.19平方千米，而水域面積為0.00平方千米。當地共有人口59人，而人口密度為每平方千米49人。